# Hans Schmotzer
Hans Schmotzer (* 1. Mai 1883; † 1962) war ein deutscher Unternehmer und Bürgermeister.

## Werdegang
Schmotzer wurde als Sohn eines Ziegeleibesitzers geboren. Nach Ausbildung und Militärdienst gründete er 1905 in Windsheim eine Fahrradhandlung, der er einen Vertrieb von landwirtschaftlichen Maschinen und eine Werkstatt anschloss. Seine Maschinenfabrik Schmotzer entwickelte er aus kleinsten Anfängen zu einem der bedeutendsten und bekanntesten Unternehmen der bayerischen Landmaschinenindustrie. Ab 1910 stellte er erste eigene Vorderwagen für Mähmaschinen und Schrotmühlen her. 1922 nahm er die Produktion von Hackmaschinen auf, 1926 die Herstellung von Kartoffelrodern, die er in alle Welt exportierte. Für die Belegschaft schuf er soziale Einrichtungen und unterstützte den Bau von Wohnungen.
Von 1952 war er ehrenamtlicher Bürgermeister der Stadt Windsheim. Während seiner Amtszeit wurden große Fortschritte im Straßenbau, in der Wasserversorgung, der Abwasserbeseitigung und im Schulhausbau erzielt. Außerdem war er Mitglied des Kreistags und des Kreisausschusses des Landkreises Uffenheim sowie Vorsitzender der Zweigstelle Windsheim der IHK für Mittelfranken.

## Ehrungen
- 1956: Verdienstkreuz 1. Klasse der Bundesrepublik Deutschland
- Benennung der Hans-Schmotzer-Straße in Bad Windsheim